# Kenichi Kaga
Kenichi Kaga (加賀 健一 Kaga Kenichi?), född 30 september 1983 i Akita prefektur, är en japansk fotbollsspelare.
Kaga började sin karriär 2002 i Júbilo Iwata. 2005 blev han utlånad till Consadole Sapporo. Han spelade 75 ligamatcher för klubben. Han gick tillbaka till Júbilo Iwata 2006. Han spelade 111 ligamatcher för klubben. 2012 flyttade han till FC Tokyo. 2015 flyttade han till Urawa Reds. Med Urawa Reds vann han japanska ligacupen 2016. Efter Urawa Reds spelade han för Montedio Yamagata och Blaublitz Akita.